# Мајнхаузен
Мајнхаузен (њем. Mainhausen) општина је у њемачкој савезној држави Хесен. Једно је од 13 општинских средишта округа Офенбах. Према процјени из 2010. у општини је живјело 9.139 становника. Посједује регионалну шифру (AGS) 6438007.

## Географски и демографски подаци
Мајнхаузен се налази у савезној држави Хесен у округу Офенбах. Општина се налази на надморској висини од 110 метара. Површина општине износи 17,9 km². У самом мјесту је, према процјени из 2010. године, живјело 9.139 становника. Просјечна густина становништва износи 510 становника/km².

## Међународна сарадња
| Мјесто | Држава   | Врста сарадње | Од    |
| ------ | -------- | ------------- | ----- |
| Пелс   | Аустрија | партнерство   | 1972. |
| Извор  |          |               |       |